# Тепе-Коргон
Тепе-Коргон (кирг. Тепе-Коргон) — село в Араванском районе Ошской области Кыргызстана. Административный центр Тепе-Коргонского аильного округа.

## География
Село расположено на севере Ошской области неподалёку от границы с Узбекистаном. Вокруг села Тепе-Коргон расположены другие сёла аильного округа — Арап, Интернационал, Кесов, Уйгур-Абад, Чертик, Янги-Абад, Янги-Юль.

## Население
Численность населения села Тепе-Коргон — 7556 человек (2009). Население смешанное — в нём проживают как узбеки, так и киргизы.

## Экономика
В Тепе-Коргоне есть предприятие по подготовке хлопковолокна. В селе действует кредитный союз «Нафиса».

## Культура
В июне 2011 года в селе был проведён конкурс среди женщин «Айыл канышаси», посвящённый 200-летию Курманжан Датки. Победительницы получили подарки.
В Тепе-Коргоне существует ансамбль национальных инструментов, участвующий в международных конкурсах.

## Спорт (футбол)
В селе хорошо развит футбол. В частности, в Кубке Кыргызстана-2017 местный клуб «Достук» добрался до четвертьфинала. В 2000 (под названием «Пахтакор»), 2007 (сборная села под вывеской ФК «Тепе-Коргон»), 2009 (как «Жаны-Жол») и 2016 годах выступления завершились в 1/16 финала, а в Кубке Кыргызстана-2008 — в 1/32 финала.